# Reinhold Lexer
Reinhold Lexer (* 16. September 1957 in Liesing, Gemeinde Lesachtal) ist ein österreichischer Kaufmann und Politiker (ÖVP). Lexer war zwischen 1999 und 2002 Abgeordneter zum Nationalrat.

## Ausbildung und Beruf
Lexer wuchs am elterlichen Bauernhof auf und absolvierte nach der Volks- und Hauptschule eine Handelsakademie, die er mit der Matura abschloss. 1977 leistete er den Präsenzdienst ab. Lexer war Landesparteisekretär der Jungen Volkspartei (JVP) in Kärnten und Mitarbeit in der Versicherungswirtschaft (S-Real-Service). Seit 1990 ist er als Immobilienmakler tätig. 

## Politik
Lexer war zwischen 1980 und 1984 Landesobmann der JVP und zwischen 1999 und 2000 Landesparteiobmann der ÖVP Kärnten. Er hatte zudem die Funktion eines Kammerrats der Wirtschaftskammer Kärnten inne und war Vorstandsmitglied der Kärntner Gebietskrankenkasse. 
Lexer vertrat die ÖVP zwischen 1986 und 1989 im Kärntner Landtag und war zwischen dem 29. Oktober 1999 und dem 19. Dezember 2002 Abgeordneter zum Nationalrat. Er war ab 19. Juli 1999 Landesparteiobmann der ÖVP Kärnten, nach Querelen mit Landesrat Georg Wurmitzer wurde Lexer jedoch bereits am 16. September 2000 vom Landesparteivorstand abgesetzt. Nachdem die ÖVP-Kärnten ein Parteiausschlussverfahren gegen Lexer angestrengt hatte, wurde der Streit im Dezember 2000 beigelegt und Lexer zum ÖVP-Sportsprecher im Parlament befördert. Lexer trat bei der Nationalratswahl 2002 als Spitzenkandidat der ÖVP Klagenfurt an, scheiterte jedoch am Wiedereinzug in den Nationalrat.
Eine neuerliche Kandidatur für den Kärntner Landtag bei der Landtagswahl 2009 scheiterte am Widerstand des ÖVP-Landesparteiobmanns Josef Martinz. Lexer war zuvor als Spitzenkandidat der ÖVP Klagenfurt für die Landtagswahl nominiert worden.

## Privates
Lexer ist seit 2008 zum zweiten Mal verheiratet und Vater einer Tochter aus erster Ehe und eines Sohnes aus zweiter Ehe.